# Букачівці (ґміна)
Ґміна Букачовце — сільська гміна у Рогатинському повіті Станіславського воєводства Другої Речі Посполитої та у Крайсгауптманшафті Бережани Дистрикту Галичина Третього Райху. Адміністративним центром гміни було містечко Букачівці.
Об’єднану сільську Букачівську ґміну (рівнозначну волості) було утворено 1 серпня 1934 р. у межах адміністративної реформи в ІІ Речі Посполитій із суміжних тогочасних сільських ґмін (самоврядних громад): Букачівці, Журавєнко, Каролівка, Козарі, Мартинів Новий (за винятком частини, віднесеноґ до ґміни Бурштин), Посвірж, Тенетникі, Чагрів (за винятком частини, віднесеної до ґміни Конюшкі), Черніїв. 
Площа ґміни — 87,36 км². Кількість житлових будинків — 1912. Кількість мешканців — 2192 особи.
Національний склад населення ґміни Рогатин на 1 січня 1939 року:
| село           | населення | українці-греко-католики | українці-латинники | євреї  | поляки  | польські колоністи |
| -------------- | --------- | ----------------------- | ------------------ | ------ | ------- | ------------------ |
| Букачівці      | 3580      | 1170                    | 50                 | 880    | 1030    | 450                |
| Чагрів         | 1920      | 1720                    | 130                | 40     | 30      |                    |
| Чернів         | 1800      | 1675                    | 90                 | 15     | 20      |                    |
| Каролівка      | 810       | 70                      |                    |        | 440     | 300                |
| Козара         | 350       | 320                     | 5                  | 5      | 20      |                    |
| Мартинів Новий | 1860      | 1170                    | 370                | 30     | 190     | 100                |
| Посверж        | 370       | 330                     | 35                 | 5      |         |                    |
| Тенітники      | 970       | 600                     | 340                | 10     | 20      |                    |
| Журавенко      | 620       | 615                     | 5                  |        |         |                    |
| Загалом        | 12280     | 7670                    | 1025               | 985    | 1750    | 850                |
| Відсотки       | 100 %     | 62,46 %                 | 8,35 %             | 8,02 % | 14,25 % | 6,92 %             |

17 січня 1940 року ґміна була ліквідована, а територія увійшла до новоствореного Букачівського району. 
Гміна (волость) була відновлена на час німецької окупації з липня 1941 до липня 1944 року.
На 1.03.1943 населення ґміни становило 10215 осіб.